# Gordon Pettengill
Gordon Hemenway Pettengill (* 10. Februar 1926 in Providence; † 8. Mai 2021 in Concord, Massachusetts) war ein US-amerikanischer Radioastronom.
Pettengill studierte Physik am MIT und an der University of California, Berkeley, an der er promovierte, unterbrochen von Militärdienst in Europa während des Zweiten Weltkriegs. Danach forschte er auf dem Gebiet der Radarastronomie, wo er 1958 am Lincoln Laboratory das erste Echo von der Venus empfangen konnte (Verbindung Erde-Venus-Erde).
Pettengill war nach dem Zweiten Weltkrieg einer der ersten Astronomen, die das Radar in der Astronomie anwandten. Mit dem 1957 in Betrieb gegangenen Millstone-Radar des MIT Lincoln Laboratory verfolgte er die Bahn des sowjetischen Sputnik-Satelliten und machte 1961 erste Radarbeobachtungen der Venus. Die Untersuchung lieferte die bis dahin genauesten Entfernungswerte (Bestimmung der Astronomischen Einheit) im Sonnensystem. 1960 erstellte er eine Radar-Karte des Mondes. Mit dem Arecibo-Teleskop gelang ihm Anfang der 1960er Jahre die Korrektur des überkommenen Wertes der Rotationsperiode des Merkur. Er war in der Folge ein Pionier der Radarstudien der Planeten, von Monden (wie den Galileischen Monden des Jupiter), Asteroiden (Icarus) und Kometen (Encke) sowie der Saturnringe. Er war an den Viking-Sonden zum Mars beteiligt und ab Ende der 1970er Jahre an den Pioneer- und Magellan-Missionen zur Venus (mit Radarkartierung der Oberfläche).
Im Jahr 1994 erhielt er die Magellanic Premium, und 1997 die Charles A. Whitten Medal von der American Geophysical Union. Der Asteroid (3831) Pettengill ist nach ihm benannt. Er war Mitglied der American Academy of Arts and Sciences (ab 1973) und der National Academy of Sciences (ab 1979).